# Amphimedon (Sohn des Melaneus)
Amphimedon (altgriechisch Ἀμφιμέδων Amphimédōn) ist eine Person der griechischen Mythologie.
Er ist ein Sohn des Melaneus aus Ithaka, bei dem sich Agamemnon in der Odyssee als Gastfreund aufhält, als er Odysseus dazu bringen will, am Trojanischen Krieg teilzunehmen.
Bei der Rückkehr des Odysseus gehört Amphimedon zu den zahlreichen Freiern der Penelope und wird im Kampf von Odysseus’ Sohn Telemachos erschlagen.